# Abilene (Texas)
Abilene je město v okresech Taylor County a Jones County ve státě Texas v USA. Při sčítání lidu v roce 2020 byla populace města 125 182 obyvatel. Na západ od města se nachází vojenská základana Dyess Air Force Base.

## Historie
Město bylo založeno dobytkáři jako zasílací sklad na železniční trati Texas and Pacific Railway v roce 1881 a bylo pojmenováno po Abilene v Kansasu, cílové stanici Chisholm Trail. Později se Abilene stalo centrem dobytkářství a střídavého hospodářství. V dalších letech bylo velkým impulsem pro ekonomiku města objeveni ropy. V roce 1900 žilo v Abilene 3 411 obyvatel.
Nyní je Abilene komerčním centrem a dopravní křižovatkou devatenácti okresů v oblasti zvané „The Big Country“ nebo také „Texas Midwest“. V metropolitním regionu Abilene žije v současné době kolem 300 000 lidí.
Je zde také pochován generál Dwight Eisenhower s manželkou Mamie Eisenhower a synem.

## Osobnosti
- Sarah Weddington (1945–2021), advokátka, která zastupovala Roe v případu Roe vs. Wade